# Shiren the Wanderer
A Shiren the Wanderer (不思議のダンジョン 風来のシレン3 からくり屋敷の眠り姫; Hepburn: Fushigi no Dungeon - Furai no Shiren 3: Karakuri Yashiki no Nemuri Hime) egy roguelike videójáték amit a Chunsoft fejlesztett és a Sega adott ki Wii játékkonzolra. 2008. június 5-én jelent meg Japánban, míg Észak-Amerikában 2010. február 9-én.
A PlayStation Portable verzió 2010. január 28-án jelent meg. Ebben könnyebb a nehézség, van benne egy új infrastruktúra mód és rövidebb a töltési idő, annak köszönhetően, hogy a játékot lehet telepíteni a kézikonzolra.

## Fogadtatás
A játék 35 pontot kapott a maximális 40-ből a japán Famicú magazinban. 59 000 példány kelt el belőle megjelenésének hetében Japánban.
A magyar 576 KByte újságban a játék hat pontot szerzett a maximális tízből. Tyler dicsérte a játék „megkapó, kissé ódon hangulatot árasztó, vízfestményeket idéző látványt”, valamint a „bájos, nyelvi és képi humorban gazdag történetet”, viszont kritizálta a „körülményes tárgylistát”, a társak „mínusz tartományba hajló intelligenciáját”, valamint a „borzasztóan repetitívvé váló játékmenetet”.
A játék jelentősen könnyebb mint a sorozat korábbi játékai, főként amiatt, hogy a játékos a halála után is megtartja az addig elért szintjét. Ez viszonylag negatívabb kritikákhoz vezetett Japánban.